# Oktiabrski (Kushchóvskaya, Krasnodar)
Oktiabrski (del ruso: Октябрьский) es un posiólok del raión de Kushchóvskaya del krai de Krasnodar, en Rusia. Está situado a orillas de un pequeño afluente por la derecha del río Sosyka, tributario del Yeya, 24 km al sur de Kushchóvskaya y 150 km al nordeste de Krasnodar, la capital del krai. Tenía 265 habitantes en 2010
Pertenece al municipio Pervomáiskoye.